# 클레멘스 프리츠
클레멘스 프리츠(Clemens Fritz, 1980년 12월 7일, 에르푸르트 ~)는 독일의 전 축구 선수로, 선수 생활 초반에는 주로 풀백 포지션에서 활약 했으나 후반부에는 주로 중앙 미드필더와 윙어으로 활약하고 있다. 그는 페이싱, 패스, 팀워크십에 뛰어난 선수로 알려져 있다.

## 클럽 경력
프리츠는 레기오날 리가에 속해 있는 FC 로트바이스 에르푸르트에서 프로 데뷔를 경기를 치렀다. 2001년 여름, 그는 2 분데스리가의 클럽 카를스루에 SC로 이적하여 32경기 출장, 5골을 기록하였다. 2003년, 그는 바이어 04 레버쿠젠에 입단하였으나, 그는 주전으로 뛰기 위해 친정 카를스루에로 다시 임대되었다. 그는 2003-04 시즌에 레버쿠젠 1군에 돌아와, 시즌 초반에는 2군에서, 시즌 후반에는 1군에서 활약을 하였다.프리츠는 그 시즌 1군에서 14경기 이상 출장하였고, 레버쿠젠은 다음 시즌에 UEFA 챔피언스리그 진출을 하였다. 2004년, 그는 로트바이스 에센과의 프리시즌에서 다리가 골절되어, 시즌 전체를 결장하였다. 이후 2006년 여름에 SV 베르더 브레멘으로 이적해 지금까지 활약하고 있으며, 2011-12 시즌부터는 브레멘의 주장으로 임명되어 활약하고 있다. 프리츠는 당초 2015-16시즌이 종료되면 선수 생활에서 은퇴하겠다고 선언했었으나, 2016년 4월 28일 은퇴를 번복하고 2017년까지로 계약을 1년 연장했다.

## 국가대표 경력
프리츠는 2006년 10월 7일 조지아와의 경기에서 독일 대표팀 데뷔 경기를 치렀고, 이후 2008년까지 독일 국가대표로 A매치에 출전했다.

### UEFA 유로 2008
프리츠는 오스트리아와 스위스에서 열린 UEFA 유로 2008의 독일 국가대표 최종 23인 엔트리에 발탁되었다. 그는 독일의 조별리그 1라운드인 폴란드전에 출장하였고, 팀은 2-0으로 승리하였다. 그는 이어지는 크로아티아와의 2차전 경기에도 출장하였으나, 1-2로 패하였다.

## 수상
SV 베르더 브레멘
- 분데스리가 준우승: 2008-09
- DFB-포칼 우승 : 2008-09 준우승 : 2009-10
- DFB-리가포칼 우승 : 2005-06
- UEFA컵 준우승 : 2008-09

국가대표팀
- UEFA 유럽 축구 선수권 대회 준우승 : 2008

## 기록
| 클럽                  | 시즌                 | 리그                 | 리그 | 리그 | 컵   | 컵 | 유럽 | 유럽 | 합계 | 합계 |
| 클럽                  | 시즌                 | 리그                 | 출장 | 골   | 출장 | 골 | 출장 | 골   | 출장 | 골   |
| --------------------- | -------------------- | -------------------- | ---- | ---- | ---- | -- | ---- | ---- | ---- | ---- |
| 로트바이스 에르푸르트 | 2000–01              | 남부 레기오날 리가   | 32   | 10   | 1    | 0  | –    | –    | 33   | 10   |
| 카를스루에 SC         | 2001–02              | 2. 분데스리가        | 31   | 5    | 1    | 0  | –    | –    | 32   | 5    |
| 카를스루에 SC         | 2002–03              | 2. 분데스리가        | 30   | 2    | 1    | 0  | –    | –    | 31   | 2    |
| 카를스루에 SC         | 카를스루에 SC 합계   | 카를스루에 SC 합계   | 61   | 7    | 2    | 0  | –    | –    | 63   | 7    |
| 바이어 레버쿠젠       | 2003–04              | 분데스리가           | 14   | 1    | 1    | 0  | –    | –    | 15   | 1    |
| 바이어 레버쿠젠       | 2004–05              | 분데스리가           | 0    | 0    | 0    | 0  | 1    | 0    | 1    | 0    |
| 바이어 레버쿠젠       | 2005–06              | 분데스리가           | 29   | 1    | 1    | 0  | 2    | 0    | 32   | 0    |
| 바이어 레버쿠젠       | 바이어 레버쿠젠 합계 | 바이어 레버쿠젠 합계 | 43   | 2    | 2    | 0  | 3    | 0    | 48   | 2    |
| 베르더 브레멘         | 2006–07              | 분데스리가           | 32   | 1    | 0    | 0  | 12   | 1    | 44   | 2    |
| 베르더 브레멘         | 2007-08              | 분데스리가           | 23   | 1    | 0    | 0  | 8    | 0    | 31   | 1    |
| 베르더 브레멘         | 2008–09              | 분데스리가           | 24   | 0    | 6    | 0  | 12   | 0    | 42   | 0    |
| 베르더 브레멘         | 2009–10              | 분데스리가           | 30   | 1    | 6    | 0  | 18   | 0    | 54   | 1    |
| 베르더 브레멘         | 2010–11              | 분데스리가           | 29   | 0    | 2    | 0  | 6    | 1    | 37   | 1    |
| 베르더 브레멘         | 2011–12              | 분데스리가           | 32   | 1    | 1    | 0  | –    | –    | 33   | 1    |
| 베르더 브레멘         | 2012–13              | 분데스리가           | 22   | 0    | 1    | 0  | –    | –    | 23   | 0    |
| 베르더 브레멘         | 2013–14              | 분데스리가           | 22   | 0    | 1    | 0  | –    | –    | 23   | 0    |
| 베르더 브레멘         | 2014–15              | 분데스리가           | 27   | 0    | 3    | 1  | –    | –    | 30   | 1    |
| 베르더 브레멘         | 2015–16              | 분데스리가           | 29   | 1    | 4    | 0  | –    | –    | 33   | 1    |
| 베르더 브레멘         | 2016–17              | 분데스리가           | 18   | 0    | 1    | 0  | –    | –    | 19   | 0    |
| 베르더 브레멘         | 브레멘 합계          | 브레멘 합계          | 288  | 5    | 25   | 1  | 56   | 2    | 369  | 8    |
| 클럽경력 합계         | 클럽경력 합계        | 클럽경력 합계        | 406  | 24   | 29   | 1  | 59   | 2    | 494  | 27   |